# Roland Sterner (fotograf)
Gösta Roland Sterner, född 3 september 1943 i Nyköping, är en svensk filmfotograf.

## Biografi
Sterner inledde sin karriär inom foto och film under ungdomstiden i Nyköping, bland annat med triangeldramat Drastica. Han gick Christer Strömholms fotoskola 1965–66 och fortsatte därefter 1966–67 på Fotoskolans nystartade filmutbildning Dokumentärfilmskolan som leddes av Tor-Ivan Odulf. Denne anlitade Sterner som fotograf till sin långfilm Stockholmssommar, som spelades in 1967. Sterner jobbade som B-fotograf på många produktioner under 1970-talet, bland andra Äppelkriget, Ägget är löst och Picassos äventyr. Sterner var Kay Pollaks val av fotograf i flera av dennes produktioner och har också arbetat med bland annat Hasse Alfredson och Tage Danielsson, Lars Molin och Bo Widerberg i flera filmer.
Sterner var under tiden 1996–2010 filmarkivarie och filmtekniskt ansvarig vid Dramatiska Institutet samt lärare i filmfoto och under en period ekonomiansvarig vid Stockholms Filmskola. Han har även producerat några egna kort- och undervisningsfilmer och författat läroboken Ordbok för filmare (1999).

## Filmografi (i urval)
- 1969 – Konfrontation
- 1970 – Stockholmssommar
- 1971 – Badjävlar
- 1978 – Bomsalva
- 1980 – Barnens ö
- 1981 – Varning för Jönssonligan
- 1981 – Höjdhoppar'n
- 1981 – Sopor
- 1985 – Svindlande affärer
- 1986 – Moa
- 1986 – Älska mej
- 1990 – Soltjuven (kortfilm)
- 1991 – Farlig vision (kortfilm)
- 1991 – Snöriket (kortfilm)
- 1993 – Kojan (kortfilm)
- 1996 – Vinterviken